# Sant Andrieu d'Ambrun
Sant Andreu d'Ambrun (en francès Saint-André-d'Embrun) és un municipi francès situat al departament dels Alts Alps i a la regió de Provença – Alps – Costa Blava.

## Demografia
| 1831                                       | 1962 | 1968 | 1975 | 1982 | 1990 | 1999 | 2006 | 2014 |
| ------------------------------------------ | ---- | ---- | ---- | ---- | ---- | ---- | ---- | ---- |
| 1051                                       | 412  | 415  | 361  | 462  | 417  | 495  | 656  | 650  |
| Des de 1962: població sense dobles comptes |      |      |      |      |      |      |      |      |

## Administració
| Període       | Identitat          | Partit        |
| ------------- | ------------------ | ------------- |
| 2001-2014     | Marc Zanetto       | PR-UDI        |
| 2014-2020     | Jacques Gasquet    | divers droite |
| maig de 2020- | Jean Marie Melmont |               |